# Gliese 783
Désignations
Gliese 783 est une étoile binaire située à ∼ 19,6 a.l. (∼ 6,01 pc) de la Terre dans la constellation du Sagittaire. Ce système s'approche du système solaire à raison de 129 kilomètres par seconde. À cette vitesse, Gliese 783 sera à 6,7 années-lumière du Soleil dans 40 000 années, et sera dix fois plus brillante.
La première étoile, Gliese 783 A, est une naine orange dont la taille est de 71 % celle du Soleil. Gliese 783 B est une naine rouge dont la taille est de 28 % celle du Soleil. Les deux étoiles sont éloignées de 43 ua.